# آرنالدو لوچنتینی
آرنالدو لوچنتینی (به ایتالیایی: Arnaldo Lucentini) بازیکن فوتبال و اهل ایتالیا است که از سال ۱۹۵۱ میلادی عضو تیم ملی فوتبال ایتالیا بوده و در ۱ بازی ملی حضور داشته‌است. او در بازی‌های ملی‌اش گلی به ثمر نرساند.
آرنالدو لوچنتینی آخرین بازی ملی خود را در سال ۱۹۵۱ میلادی انجام داد.